# Viva (film)
Pour les articles homonymes, voir Viva.
Pour plus de détails, voir Fiche technique et Distribution.
Viva est un film dramatique irlandais réalisé par Paddy Breathnach et sorti en 2015.
Le film est sélectionné par l'Irlande afin de concourir pour l'Oscar du meilleur film en langue étrangère à la 88e cérémonie des Oscars qui s'est déroulée en 2016.  Il fait partie des neuf films retenus dans la liste de décembre, mais n'est pas nommé pour la cérémonie.

## Distribution
- Héctor Medina : Jesus
- Jorge Perugorría : Angel
- Luis Alberto García : Mama
- Renata Maikel Machin Blanco : Pamela
- Luis Manuel Alvarez : Cindy
- Paula Andrea Ali Rivera : Nita
- Laura Alemán : Cecilia
- Oscar Ibarra Napoles : Javier
- Mark O'Halloran : Ray
- Luis Angel Batista Bruzón : Don
- Luis Daniel Ventura Garbendia : Kali
- Yudisvany Rabu : Nuno
- Maikol Villa Puey : William
- Jorge Martínez Castillo : Celeste
- Tomás Cao : Trainer
- Jorge Eduardo Acosta Ordonez : Lydia
- Carlos Enrique Riverón Rodríguez : Doctor
- Carlos Calero Díaz : Tourist
- Enrique Narciso Molina Harnández : Old Man
- Libia Batista : Lazara

## Production
Le film est tourné en Irlande et à Cuba, principalement à La Havane.